# Mbaye Diagne
Mbaye Diagne, född 18 mars 1958 i Coki, Franska Västafrika, död 31 maj 1994 i Kigali, Rwanda, var en senegalesisk militär och militärobservatör i FN:s fredsbevarande styrka UNAMIR under folkmordet i Rwanda. Han är uppmärksammad för att på eget initiativ ha räddat ett stort antal människor till livet under folkmordet genom att antingen smuggla ut dem ur landet eller få in dem i den relativa säkerheten på områden som stod under FN:s beskydd och där varken den rwandiska armén eller den fruktade Interahamwemilisen kunde komma åt dem, främst till det berömda Hôtel des Mille Collines där han var stationerad. Han räddade bland annat livet på premiärministern Agathe Uwilingiyimanas fyra barn i samband med mordet på denne den 7 april 1994. Hur många personer han räddade är okänt men uppskattningar tyder på minst 100, möjligen uppemot 1000, människor. Han dödades vid en vägspärr i centrala Kigali den 31 maj 1994 då hans bil träffades av en splittergranat. Diagne träffades av granatsplitter i huvudet och avled omedelbart. Hans insatser uppmärksammades efter hans död. 
Diagne, som hade kaptens grad, har postumt tilldelats den senegalesiska hedersutmärkelsen National Order of the Lion med riddares grad. 2014 beslutade FN:s säkerhetsråd att hedra Diagne för hans insatser under folkmordet genom att instifta utmärkelsen Captiain Mbaye Diagne Medal for Exceptional Courage.